# Рахматов, Сайдулло
Сайдулло Рахматов (узб. Сайдулло Аъзам оглы Рахматов; род. 17 мая 1992, Маргилан, Ферганская область) — узбекистанский футболист, защитник клуба «Нефтчи» (Фергана).

## Биография
Начал карьеру в 2014 году в составе ферганского «Нефтчи». В чемпионате Узбекистана дебютировал 11 апреля 2014 год в матче против «Насафа» (1:2). Следующий сезон провёл в стане «Согдианы», где являлся игроком основного состава.
Перед началом сезона 2016 года стал игроком «Насафа». Вместе с командой играл на групповом турнире Лиги чемпионов АФК 2016, где его команда заняла последнее место. В дальнейшем Рахматов становился серебряным и бронзовым призёром чемпионата Узбекистана, финалистом Кубка Узбекистана и победителем Суперкубка Узбекистана. В 2018 году футболист вновь принял участие в розыгрыше Лиги чемпионов АФК.
В январе 2019 года на правах свободного агента перешёл в АГМК. В составе команды дважды доходил до финала Кубка Узбекистана, завоёвывал бронзовые медали чемпионата страны, а также участвовал в Лиги чемпионов АФК.
Весной 2021 года Рахматов вернулся в стан ферганского «Нефтчи». По состоянию на июль 2021 года немецкий сайт Transfermarkt оценивал стоимость Рахматова в 300 тысяч евро, благодаря чему он является одним из самых дорогих футболистов Про-лиги Узбекистана.

## Достижения
«Насаф»
- Серебряный призёр чемпионата Узбекистана: 2017
- Бронзовый призёр чемпионата Узбекистана: 2016
- Финалист Кубка Узбекистана: 2016
- Обладатель Суперкубка Узбекистана: 2016

АГМК
- Бронзовый призёр чемпионата Узбекистана: 2020
- Финалист Кубка Узбекистана (2): 2019, 2020